# 남자 400m 허들 세계 기록 추이
다음은 남자 400m 허들 종목의 세계 기록이다.
국제 육상 경기 연맹이 처음으로 남자 400m 허들 세계 기록을 공인한 해는 1912년이었다. 첫 기록을 공인할 당시 기준 기록은 1908년 하계 올림픽에서 찰스 베이컨이 세운 기록이었다.
한때 미국 선수 셋이 번갈아 기록을 오랫동안 유지했었다. 글렌 하딘은 세계 기록을 세 차례 경신했고 1932년에서 1953년까지 21년 간이나 세계 기록을 보유했었다. 에드윈 모스는 자신의 첫 세계 기록을 1976년에 세웠고, 이후 기록을 세차례 더 경신했다. 모스는 1976년부터 1992년까지 기록을 지키다 1992년 바르셀로나 올림픽에서 케빈 영에게 기록을 뺏기게 되었다. 케빈 영이 세운 기록인 46.78초는 2016년까지도 세계 기록으로 남아 있다. 2009년 6월 21일 기준으로 IAAF이 공인한 남자 허들 400m 종목의 세계 기록은 총 21개이다.

## 1912년 ~ 1976년
| # | 기록       | 자동    | 차이 | 선수            | 나라     | 날짜         | 대회명                | 개최지                       | 경기장 | 주석 및 기타 | 동영상 |
|   | 55초 0     |         |      | 찰스 베이컨     | 미국     | 1908. 07. 22 |                       | 영국 런던                    |        | [ 1 ]        |        |
|   | 54초 0     |         |      | 프랭크 루이스   | 미국     | 1920. 08. 16 |                       | 벨기에 안트베르펜            |        | [ 1 ]        |        |
|   | 53초 8     |         |      | 스텐 페테르손   | 스웨덴   | 1925. 10. 04 |                       | 프랑스 파리                  |        | [ 1 ]        |        |
|   | 52초 6 (Y) |         |      | 조니 깁슨       | 미국     | 1927. 07. 02 |                       | 미국 링컨                    |        | [ 1 ]        |        |
|   | 52초 0     |         |      | 모건 타일러     | 미국     | 1928. 07. 04 |                       | 미국 필라델피아              |        | [ 1 ]        |        |
|   | 51초 9     | 51.85   |      | 글렌 하딘       | 미국     | 1932. 08. 01 |                       | 미국 로스앤젤레스            |        | [ 1 ]        |        |
|   | 51초 8     |         |      | 글렌 하딘       | 미국     | 1934. 06. 30 |                       | 미국 밀워키                  |        | [ 1 ]        |        |
|   | 50초 6     |         |      | 글렌 하딘       | 미국     | 1934. 07. 26 |                       | 스웨덴 스톡홀름              |        | [ 1 ]        |        |
|   | 50초 4     |         |      | 유리 리투예프   | 소련     | 1953. 09. 20 | 헝가리-소련 육상 대회 | 헝가리 부다페스트 넵슈터디온 | [ 1 ]  |              |        |
|   | 49초 5     |         |      | 글렌 데이비스   | 미국     | 1956. 06. 29 |                       | 미국 로스앤젤레스            |        | [ 1 ]        |        |
|   | 49초 2     |         |      | 글렌 데이비스   | 미국     | 1958. 08. 06 | 헝가리-미국 육상 대회 | 헝가리 부다페스트 넵슈터디온 | [ 1 ]  |              |        |
|   | 49초 2     |         |      | 살바토레 모랄레 | 이탈리아 | 1962. 09. 14 |                       | 유고슬라비아 베오그라드      |        | [ 1 ]        |        |
|   | 49초 1     |         |      | 렉스 콜리       | 미국     | 1964. 09. 13 |                       | 미국 로스앤젤레스            |        | [ 1 ]        |        |
|   | 48초 8     | 48초 94 |      | 제프 밴더스톡   | 미국     | 1968. 09. 11 |                       | 미국 에코 서밋               |        | [ 1 ]        |        |
|   | 48초 1     | 48초 12 |      | 데이비드 헤머리 | 영국     | 1968. 10. 15 |                       | 멕시코 멕시코 시             |        | [ 1 ]        |        |
|   | 47초 8     | 47초 82 |      | 존 아키부아     | 미국     | 1972. 09. 02 |                       | 독일 뮌헨                    |        | [ 1 ]        |        |

"y"는 트랙 길이가 440야드(402.34m)로 세워진 기록으로 여기서는 세계 기록으로 공인되었다.

## 1976년~
1975년부터 IAAF는 400m까지 별도의 전자 계시 기록을 승인하기 시작했다. 1977년 1월 1일부터는 이들 종목에 대해 1/100초까지 전자동 시간 측정을 하도록 했다.
당시의 전자동 시간 측정 기준로 가장 빠랐던 기록은 존 아키부아가 1972년 하계 올림픽에서 우승하며 세운 47초 82의 기록이었다.
| # | 기록    | 차이   | 선수          | 나라   | 날짜         | 대회명             | 개최지            | 경기장 | 주석 및 기타 | 동영상 |
|   | 47초 82 |        | 존 아키부아   | 우간다 | 1972. 09. 02 |                    | 서독 뮌헨         |        | [ 1 ]        |        |
|   | 47초 64 | - 0.18 | 에드윈 모지스 | 미국   | 1976. 07. 25 | 제21회 하계 올림픽 | 캐나다 몬트리올   |        | [ 1 ]        |        |
|   | 47초 45 |        | 에드윈 모지스 | 미국   | 1977. 06. 11 |                    | 미국 웨스트우드   |        | [ 1 ]        |        |
|   | 47초 13 |        | 에드윈 모지스 | 미국   | 1980. 07. 03 |                    | 이탈리아 밀라노   |        | [ 1 ]        |        |
|   | 47초 02 |        | 에드윈 모지스 | 미국   | 1983. 08. 31 |                    | 서독 코블렌츠     |        | [ 1 ]        |        |
|   | 46초 78 |        | 케빈 영       | 미국   | 1992. 08. 06 |                    | 스페인 바르셀로나 |        | [ 1 ]        |        |

## 같이 보기
- 남자 400m 허들 대한민국 기록 추이
- 여자 400m 허들 세계 기록 추이
- 여자 400m 허들 대한민국 기록 추이